# Kevin Moran
Kevin Bernard Moran (Dublin, 1956. április 29. –) ír válogatott labdarúgó.

## Pályafutása

### Klubcsapatban
Az 1974–75-ös szezonban első csapata a Bohemians megnyerte az ír bajnokságot és az ír kupát is, de az ekkor mindössze 18 éves Moran mindössze egyetlen mérkőzésen lépett pályára. Ezzel párhuzamosan a gall futballban is kipróbálta magát és mellette az egyetemi bajnokságban játszott, ahol az UCD színeiben 1976-ben egyetemi bajnokságot nyert. 1978-ban a Manchester United csapatához került. 1979. április 20-án a Southampton ellen játszotta első mérkőzését. Ron Atkinson vezetőedző 1981-es érkezése után alapemberré vált a Manchesterben. 1983-ban és 1985-ben csapatával megnyerte az FA-kupát.
1988-ban Spanyolországba a Sporting Gijón együtteséhez igazolt, ahol két szezont játszott. Ezalatt 33 mérkőzésen lépett pályára. 1990-ben visszatért Angliába a másodosztályú Blackburn Rovershez, mellyel az 1991–92-es szezon végén feljutott az újonnan alakult Premier League-be.

### A válogatottban
1980 és 1994 között 71 alkalommal szerepelt az ír válogatottban és 6 gólt szerzett. Részt vett az 1988-as Európa-bajnokságon, illetve az 1990-es és az 1994-es világbajnokságon.

## Sikerei, díjai
Manchester United
- Angol kupa (2): 1982–83, 1984–85
- Angol szuperkupa (1): 1983